# Thư viện Robert Hà Đông
Thư viện Robert Hà Đông (tiếng Bồ Đào Nha: Biblioteca Sir Robert Ho Tung; tiếng Trung: 何東圖書館) là một thư viện công cộng nằm tại São Lourenço, Ma Cao, Trung Quốc. Nó là một phần của Thư viện Công cộng Ma Cao (ISBN) nằm ở Quảng trường Thánh Augustinô, một phần của Di sản thế giới "Khu lịch sử Ma Cao" được UNESCO công nhận. Thư viện nằm trong một dinh thự có giá trị lịch sử, văn hóa và kiến trúc tốt. Tòa nhà cũ là trụ sở chính của hệ thống thư viện nằm ở tầng trệt, và các văn phòng của Cơ quan ISBN Ma Cao nằm ở tầng hai.

## Lịch sử
Tòa nhà được xây dựng trước năm 1894 và thuộc sở hữu của Dona Carolina Cunha. Sau đó, dinh thự được doanh nhân Hồng Kông Hà Đông mua lại vào năm 1918 để làm nơi nghỉ ngơi, và ông sống ở đó từ năm 1941 đến 1945 trong thời gian Nhật Bản chiếm đóng Hồng Kông vì người Nhật tôn trọng sự trung lập của Bồ Đào Nha ở Ma Cao. Ông mất năm 1955 và tòa nhà được trình lên Chính phủ để chuyển đổi thành thư viện công cộng theo di nguyện của ông.
Thư viện chính thức mở cửa vào năm 1958 cho công chúng tham quan. Năm 2005, một tòa nhà mới được xây dựng gần khu vườn sau của dinh thự, biến thư viện trở thành thư viện công cộng lớn nhất ở Ma Cao.